# Kristjan Õuekallas
Kristan Õuekallas est un joueur estonien de volley-ball né le 8 janvier 1981. Il mesure 1,92 m et joue réceptionneur-attaquant.

## Clubs
| Club                            | Pays      | De           | À         |
| ------------------------------- | --------- | ------------ | --------- |
| ESS PVK                         | Estonie   | 2000-2001    | 2003-2004 |
| Napapiirin Palloketut Rovaniemi | Finlande  | 2004-2005    | 2005-2006 |
| Moerser SC                      | Allemagne | 2006-2007    | 2006-2007 |
| Selver Tallinn                  | Estonie   | 2007-2008    | 2008-2009 |
| Beauvais OUC                    | France    | janvier 2009 | …         |